# Batyle laevicollis
Batyle laevicollis là một loài bọ cánh cứng trong họ Cerambycidae.